# باراواكار
باراواكار (بالإنجليزية: Paravakar)‏ هي municipality of Armenia تقع في أرمينيا في محافظة تاووش. يقدر عدد سكانها بـ 1,778 نسمة .